# Roncal-Salazar
Roncal-Salazar (también conocida como Valles Pirenaicos Orientales; en euskera, Erronkari-Zaraitzu) es una comarca de la Comunidad Foral de Navarra, España, formada por los valles de Roncal, Salazar y los municipios de Castillonuevo y Navascués. La primera denominación hace referencia a la establecida por la Zonificación Navarra 2000 como una subárea dentro del área de Pirineo y la segunda por la utilizada por Alfredo Floristán Samanes y Salvador Ménsua Fernández en su división de Navarra en comarcas geográficas dentro de los Valles Pirenáicos y la región de la Montaña de Navarra.

## Geografía

La comarca se halla situada al nordeste de Navarra y dentro de ella se encuentran las mayores elevaciones de la comunidad. Está integrada por dos valles: el de Roncal y el de Salazar junto con los municipios de Navascués y Castillonuevo. En total agrupa a 18 municipios. Limita por el Norte con el departamento francés de Pirineos Atlánticos, por el oeste con la comarca de Auñamendi (valle de Aézcoa) y la Comarca de Lumbier y por el Este con la comarca aragonesa de Jacetania (provincia de Huesca) y por el Sur con la de Zaragoza.

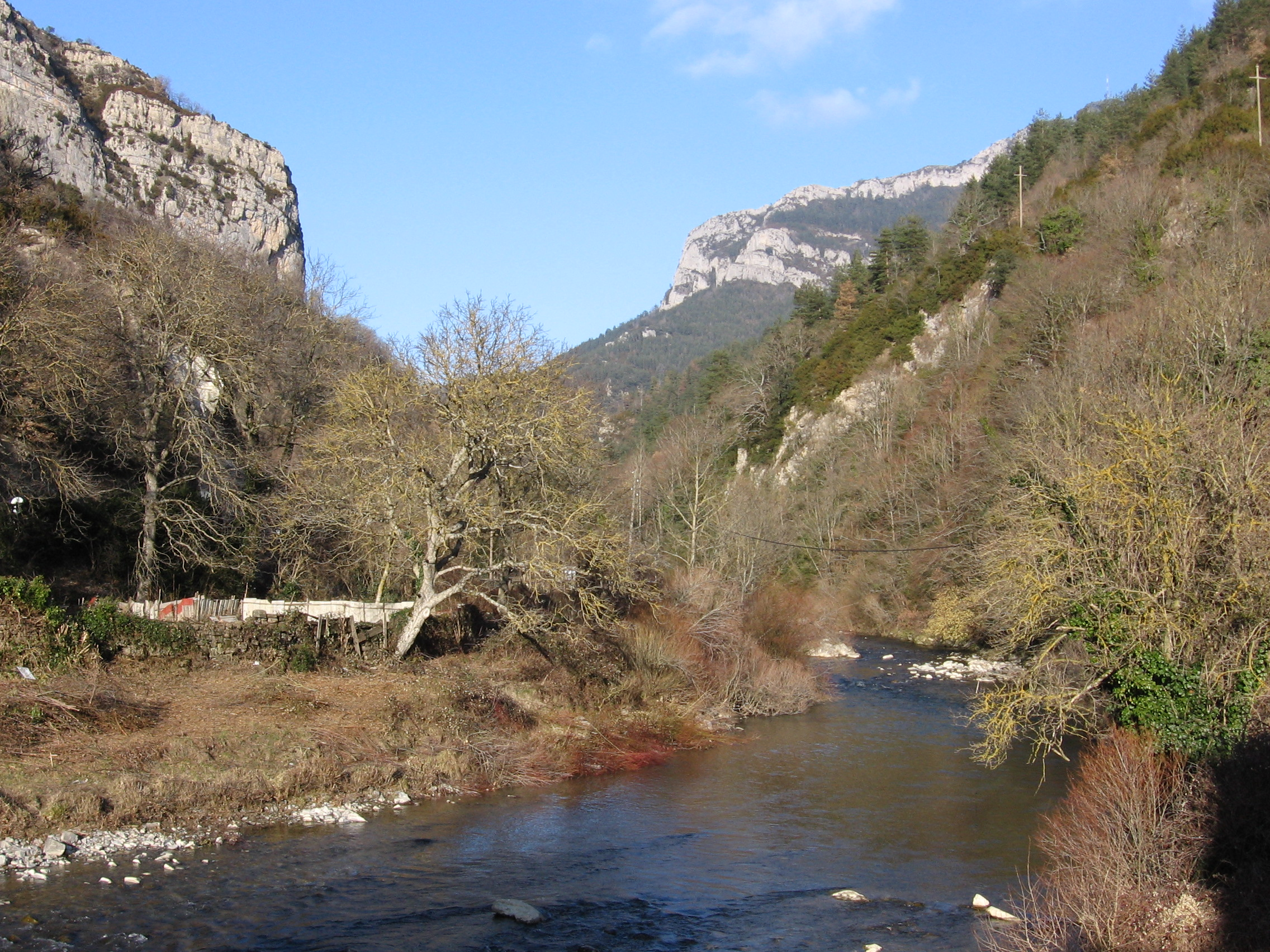
río Urzainqui
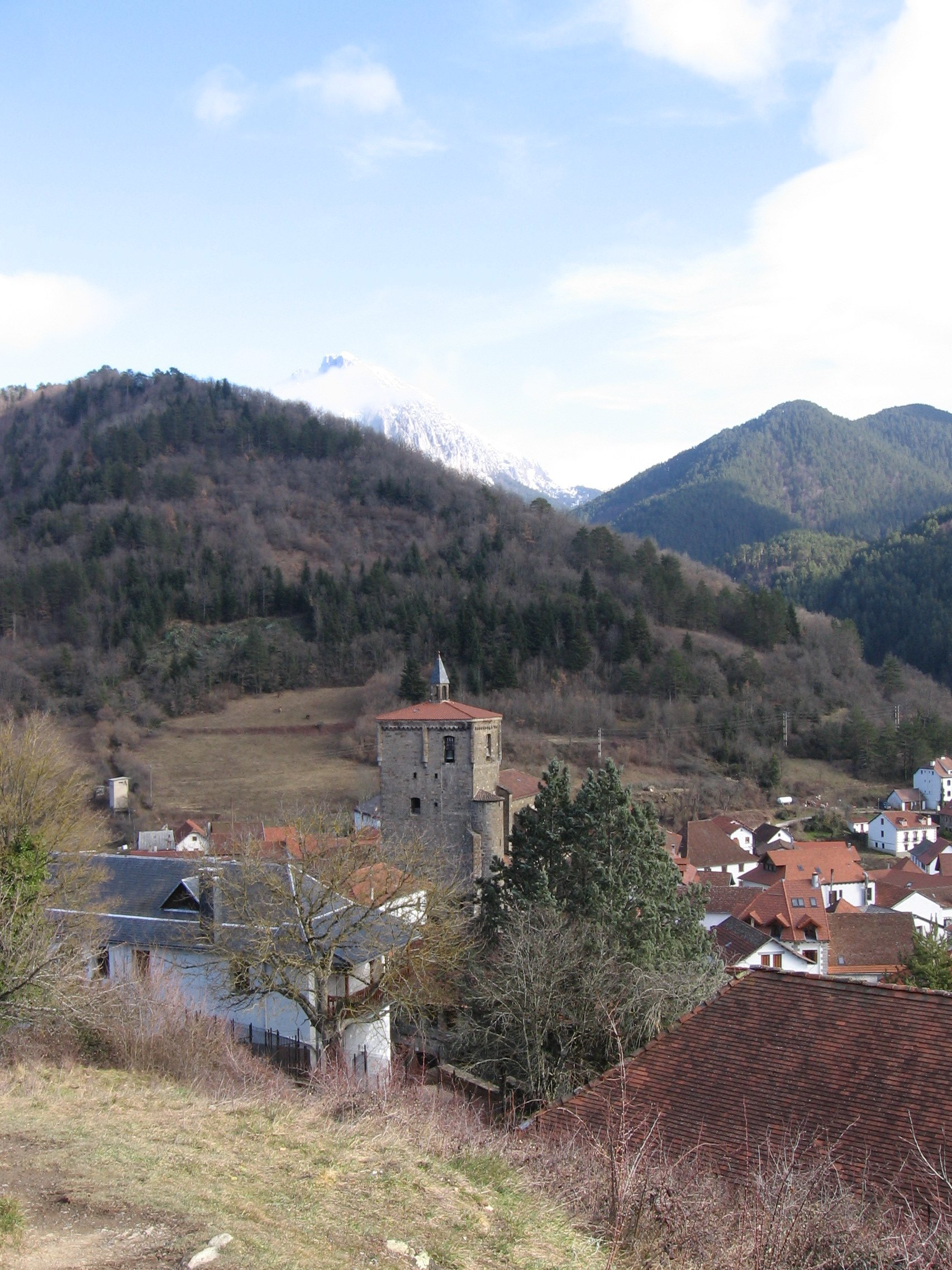
vista de Isaba
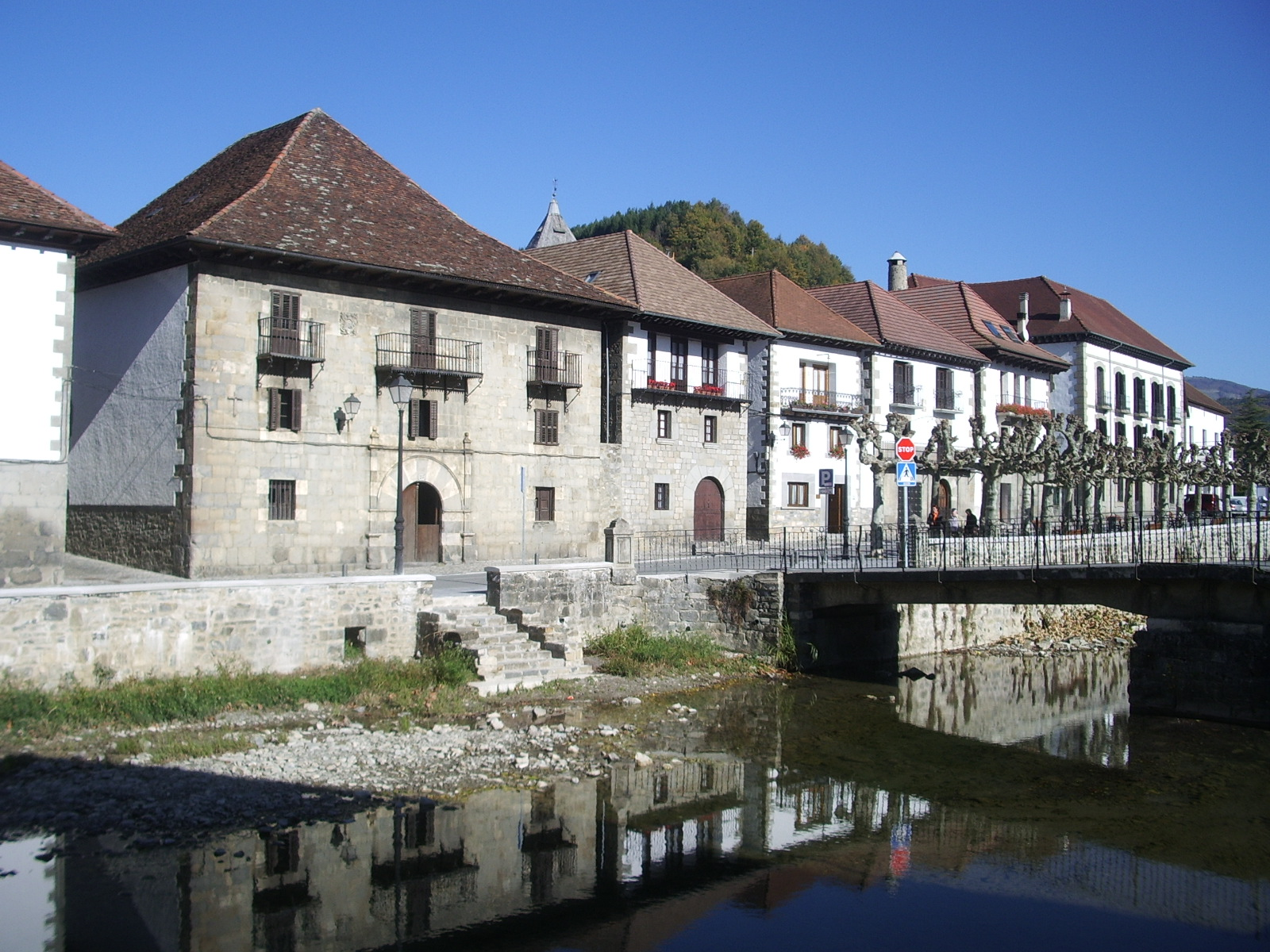
Vista de Ochagavía

### Municipios
La comarca de Roncal-Salazar está formada por 18 municipios que se listan a continuación con los datos de población, superficie y densidad correspondientes al año 2014 según el INE. Su población total es de 3.143 habitantes.
| Municipio          | Población | Superficie | Densidad |
| ------------------ | --------- | ---------- | -------- |
| Burgui             | 229       | 64,33      | 3,53     |
| Castillonuevo      | 18        | 26,34      | 0,72     |
| Garde              | 161       | 43,4       | 4,12     |
| Esparza de Salazar | 82        | 26,92      | 3,86     |
| Ezcároz            | 329       | 29,27      | 12,16    |
| Gallués            | 97        | 43,41      | 2,4      |
| Güesa              | 45        | 26,84      | 2,12     |
| Isaba              | 474       | 147,41     | 3,3      |
| Izalzu             | 50        | 7,3        | 6,85     |
| Navascués          | 158       | 96,02      | 2,03     |
| Ochagavía          | 584       | 115,03     | 5,36     |
| Oronz              | 46        | 11,1       | 4,5      |
| Roncal             | 246       | 38,8       | 6,98     |
| Sarriés            | 62        | 23,14      | 2,94     |
| Jaurrieta          | 208       | 30,84      | 6,94     |
| Urzainqui          | 100       | 20,61      | 4,71     |
| Uztárroz           | 158       | 58,19      | 3,42     |
| Vidángoz           | 96        | 39,20      | 2,76     |

### Valles

#### Valle de Roncal
Está enclavado al nordeste de la comarca, dispuesto de norte a sur y recorrido por el río Esca. Comprende siete villas: Burgui, Garde, Isaba, Roncal, Urzainqui, Uztárroz y Vidángoz y administrativamente está constituido en una mancomunidad, entidad local de carácter tradicional.
Al Norte del valle está el valle de Belagua que es el único valle glaciar de Navarra. Se formó por lenguas de hielo del glaciar de Larra. En su interior se encuentra la Mesa de los Tres Reyes, el pico más alto de Navarra, y otros picos como Lakartxela, Txamantxoia... Es también uno de los macizos kársticos más grande en Europa.
| municipio | 1975 | 1981 | 1986 | 1991 | 1996 | 2001 | 2005 |
| --------- | ---- | ---- | ---- | ---- | ---- | ---- | ---- |
| Vidángoz  | 138  | 133  | 120  | 111  | 117  | 106  | 114  |
| Burgui    | 318  | 287  | 278  | 258  | 253  | 233  | 235  |
| Garde     | 244  | 236  | 229  | 217  | 201  | 189  | 185  |
| Isaba     | 681  | 652  | 605  | 586  | 562  | 510  | 481  |
| Roncal    | 413  | 422  | 415  | 387  | 364  | 331  | 303  |
| Urzainqui | 157  | 150  | 129  | 120  | 111  | 103  | 106  |
| Uztárroz  | 393  | 377  | 340  | 324  | 289  | 242  | 220  |
| TOTAL     | 2344 | 2257 | 2116 | 2003 | 1897 | 1714 | 1644 |

#### Valle de Salazar
Esta entidad histórico-administrativa constituida como una Universidad En su parte norte se alza la sierra de Abodi (1520 m). Algunas alturas importantes del valle son el Pico de Orhi (2021 m), Vileta (1408 m), Montenia (1237 m), Lizarraga (1204 m), Askomurrua (1026 m), Remendia (1381 m) y Aburua (1030 m).
Ochagavía es la localidad más poblada del valle. El principal río es el Salazar, que a su paso forma acantilados rocallosos y foces como la de Arbayun.
| Municipios         | 1975 | 1981 | 1986 | 1991 | 1996 | 2001 | 2005 |
| ------------------ | ---- | ---- | ---- | ---- | ---- | ---- | ---- |
| Esparza de Salazar | 199  | 160  | 159  | 136  | 122  | 103  | 100  |
| Ezcároz            | 466  | 431  | 400  | 365  | 364  | 358  | 363  |
| Gallués            | 149  | 135  | 142  | 133  | 124  | 121  | 118  |
| Güesa              | 122  | 113  | 106  | 90   | 79   | 72   | 65   |
| Izalzu             | 84   | 54   | 52   | 49   | 49   | 45   | 46   |
| Jaurrieta          | 415  | 391  | 359  | 321  | 268  | 238  | 225  |
| Ochagavía          | 826  | 777  | 721  | 676  | 701  | 666  | 651  |
| Oronz              | 66   | 70   | 70   | 57   | 53   | 56   | 55   |
| Sarriés            | 121  | 112  | 106  | 111  | 84   | 79   | 81   |
| TOTAL              | 2448 | 2243 | 2115 | 1938 | 1844 | 1738 | 1704 |

## Administración
Los municipios que forman la comarca están integrados en la Mancomunidad de Esca-Salazar, un ente local supramunicipal que gestiona el servicio de recogida y tratamiento de residuos urbanos.